# (1252) Celestia
(1252) Celestia (asteroide nº 1252 según el MPC) es un asteroide perteneciente al cinturón de asteroides que orbita entre Marte y Júpiter con un periodo orbital de 4,42 años. Su nombre hace referencia a Celestia MacFarland Whipple, la madre del descubridor.
Fue descubierto el 19 de febrero de 1933 por Fred Lawrence Whipple desde el Observatorio Oak Ridge en Harvard, Massachusetts, Estados Unidos.